# Inneres Salzkammergut
Koordinaten: 47° 35′ N, 13° 37′ O
Als Inneres Salzkammergut werden die in Oberösterreich im Süden des Salzkammerguts liegenden Gemeinden am Hallstätter See, Bad Goisern, Hallstatt und Obertraun, sowie die Gosau bezeichnet. Touristische Benennung ist Dachstein Salzkammergut. Im weiteren Sinne umfasst es alle zur Traun entwässernden Gebiete südlich des Traunsees außer dem Ausseerland (Kulturerbe Salzkammergut).

## Zum Begriff
Das Gebiet wurde über Jahrhunderte durch die staatliche Salzwirtschaft, die ab dem Beginn des 14. Jahrhunderts nachgewiesen werden kann, geprägt. Das gewachsene Zusammenspiel von Naturraum und signifikanten menschlichen Eingriffen bilden diese weithin bekannte Kulturlandschaft.
Die heutige Tourismusregion (mehrgemeindiger Tourismusverband), mit dem Tourismusverband Inneres Salzkammergut als Teilhaber der Salzkammergut Tourismus-Marketing GmbH, wird von den vier Hallstättersee-Gemeinden gebildet. Träger seitens des Landes Oberösterreich ist die Dachstein Tourismus AG, heute unter der OÖ Seilbahnholding GmbH angesiedelt.
In weiterem Sinne grenzt man das Innere Salzkammergut vom Äußeren Salzkammergut (Traunsee, Attersee, Mondsee, Fuschlsee und umliegende Regionen), dem Almtal und dem Steirischen Salzkammergut (Ausseerland, Hinterberg, Tauplitz) ab. In diesem Sinne werden auch die Regionen Bad Ischl/Ebensee und Wolfgangsee zum Inneren Salzkammergut gezählt. Im Rahmen von Förderprogrammen der Europäischen Union ist der Gutteil des Salzkammerguts (die Gemeinden Ebensee, Bad Ischl, Bad Goisern, Hallstatt, Obertraun, Gosau, St. Wolfgang seit 1994, Strobl und St. Gilgen seit 2001) namentlich unter Kulturerbe Salzkammergut als LEADER+-Region organisiert und bildet auch seit INTERREG II (1995) den Verein Regionalentwicklung Inneres Salzkammergut RegIS.

### Nachbarregionen
Tourismusregionen (TR), andere Raumordnungsregionen:
| Mondseeland (Leader) Fuschlseeregion (Sbg., Leader) Wolfgangsee (Sbg./OÖ, TR) | Attersee–Attergau (Leader) Bad Ischl (TR)                                    | Traunsteinregion (Leader)                                                         |
| Tennengau (Sbg., Leader) Lammertal (Sbg., TR)                                 | Kompassrose, die auf Nachbargemeinden zeigt                                  | Ausseerland–Salzkammergut (Stmk., TR) / Steirisches Salzkammergut (Stmk., Leader) |
| Salzburger Sportwelt (Sbg., TR) Lebens.Wert.Pongau (Sbg., Leader)             | Schladming–Dachstein (Stmk., TR) / Bergregion Oberes Ennstal (Stmk., Leader) |                                                                                   |

## Welterbe
1997 hat die UNESCO daher als Kernzone 285 km² des Inneren Salzkammerguts – vorwiegend um Hallstatt – mit einem kleinen Teil des Ausseerlands, und den auf den Gemeindegebieten von Gröbming, Haus im Ennstal und Ramsau am Dachstein und Filzmoos liegenden Anteilen am Dachsteinstock zum Welterbe Hallstatt-Dachstein/Salzkammergut erklärt.
Zahlreiche technische Denkmäler, wie die Triftsperren Seeklause in Steeg und die Chorinsky-Klause, die Soleleitungsbrücke Gosauzwang oder der Rudolfsturm in Hallstatt zeigen die Region als altes Gewerbeland. Die Wirtschaftsgeschichte des inneren Salzkammerguts zeigt eindrücklich, welche Bedeutung das Salz für die Region aber auch für den gesamten Staat besaß.
Der Traditionelle Salzkammergut Vogelfang, als die „Jagd des kleinen Mannes“ umfasst den Fang einzelner heimischer Waldvögel im Herbst, die Waldvogelausstellung am Sonntag vor Kathrein (25. November), und die Haltung der Vögel außerhalb der Fangzeit in Volieren. Der Brauch geht auf eine alte Form der Unterhaltung zurück, um sich am Gesang der Winterbalzer zu erfreuen. Die Vögel werden Großteils im Frühling wieder ausgewildert, und nur einzelne, besonders geeignete Löckvögel für das nächste Jahr behalten. Der Brauch ist von Naturschützern kritisiert worden, ist heute durch die oberösterreichische Landesgesetzgebung geregelt und wurde in das Verzeichnis des Immateriellen Kulturerbes in Österreich durch die Österreichische UNESCO-Kommission aufgenommen.